# Feltia radiata
Feltia radiata là một loài bướm đêm trong họ Noctuidae.